# YOKO SINGS FOREVER
『YOKO SINGS FOREVER』（ヨウコ・シングス・フォーエバー）は、高橋洋子の8枚目のベスト・アルバム。2017年3月22日にユニバーサルミュージックから発売された。

## 概要

### アルバム解説
- ユニバーサルミュージックから発売された5枚目のアルバム。
- 前作『恋に寒さを忘れ』から1年4ヶ月ぶりに発売された。ベストアルバムとしては6年11ヶ月ぶりのリリースである。
- 高橋洋子デビュー25周年の記念として製作されたベストアルバム[1]。27thシングル「Welcome to the stage!」と同時発売された[2]。
- 2017年3月22日と23日にBunkamuraオーチャードホール開催された「シン・ゴジラ対エヴァンゲリオン 交響楽」のグッズ販売でも扱われた[3]。
- アルバムのブックレットには、高橋に楽曲を提供した人物などからのコメントが掲載されている。また、各曲の歌詞が書いてあるページに高橋による曲の解説が掲載されている[1]。
- ジェネオンエンタテインメントから発売された「夜明け生まれ来る少女」「metamorphose」「蒼き炎」の3曲が、初めてベストアルバムに収録された。
- ボーナストラックとして高橋が担当した未発表のコマーシャルソングが2曲収録されている[1]。

### 楽曲解説
- 2曲目「浅い夢」は、『私をみつけて』に収録されたバージョンが収録されている。『GOLDEN☆BEST 高橋洋子』と『高橋洋子 ベストセレクション』に収録された際は『来生たかおSONGS』に収録されたバージョンが収録されていたため、『私をみつけて』のバージョンがベストアルバムに収録されたのは初である。来生たかおの楽曲をカバーしたものである。
- 7曲目「心と心で」は、オリジナルバージョンが収録されている。高橋のアルバムには初めてオリジナルバージョンが収録された[注 1]。
- 10曲目「蒼き炎」は、フルバージョンが初めてアルバムに収録された。
- 11曲目「Hello, my friend」は、松任谷由実の楽曲をカバーしたものである。高橋はデビュー前に松任谷のライブでバックコーラスを務めていた。その為、この楽曲をカバーすることを「大変感慨深い」と述べている[4]。オリジナルはフジテレビ系月9ドラマ『君といた夏』の主題歌である[5]。
- 12曲目「僕はひとりじゃない」は、元々は2004年に公開された映画『ウイニング・パス』の主題歌に使用するためだけに製作されたのだが、今回に限りCDに収録することが許された[4]。
- 13曲目「魂と呼ぶもの」は、東日本大震災で被害を受けた福島県の復興を応援する歌として製作され、2015年12月12日と13日に福島県郡山市で開催された中テレ祭り2015にて披露された。元々はこの日に披露する為だけに製作されたのだが[6]、福島以外で被災した人々の思いを伝える為にCDに収録されることになった[4]。
- 14曲目「Missing」は、久保田利伸の楽曲をカバーしたものである。高橋はデビュー前に久保田のライブでバックコーラスを務めていた。高橋は久保田のことを最も偉大で尊敬するアーティストと評しており[4]、この楽曲をカバーすることを「久保田への感謝を込めて」と述べている[4]。
- 15曲目「残酷な天使のテーゼ 2017VERSION」は、まらしぃのピアノ、武部聡志のオルガン、高橋のボーカルによる一発録りである[7]。初報では、「残酷な天使のテーゼ〜魂のルフラン」というタイトルが発表されていたが[8]、最終的に別々の収録となった。オリジナルはテレビ東京系アニメ『新世紀エヴァンゲリオン』のオープニングテーマである[9]。
- 16曲目「魂のルフラン 2017VERSION」は、ピアノとボーカルのみで構成された楽曲である。オリジナルはアニメ映画『新世紀エヴァンゲリオン劇場版 シト新生』の主題歌である[10]。
- 17曲目「ミツカン・金のごまだれ CM曲」は、2003年に放送されたミツカンのテレビコマーシャルで使用された[4]。小林明子の「恋におちて -Fall in love-」の替え歌で[1]、小林本人からの許可を得て製作された[11]。当初はスーパーなどでも流されていた[11]。オリジナルはTBS系テレビドラマ『金曜日の妻たちへIII 恋におちて』の主題歌である。
- 18曲目「ライオン・キシリデント CM曲」は、1998年に放送されたライオンのテレビコマーシャルで使用された[4]。

## 収録曲
| #         | タイトル                                      | 作詞               | 作曲                 | 編曲                         | 時間  |
| --------- | --------------------------------------------- | ------------------ | -------------------- | ---------------------------- | ----- |
| 1.        | 「祈夜」                                      | -                  | 高橋洋子             | 安西史孝（コーラスアレンジ） | 2:30  |
| 2.        | 「浅い夢」                                    | 来生えつこ         | 来生たかお           | 柿崎洋一郎                   | 4:17  |
| 3.        | 「おかえり」                                  | 森田由美           | 上田知華             | 加藤達雄                     | 4:36  |
| 4.        | 「めぐり逢い」                                | 並河祥太           | アンドレ・ギャニオン | 大森俊之                     | 4:12  |
| 5.        | 「新しいシャツ」                              | 大貫妙子           | 大貫妙子             | 森俊之                       | 4:28  |
| 6.        | 「夜明け生まれ来る少女」                      | 高橋洋子           | 高橋洋子 大森俊之    | 大森俊之                     | 4:12  |
| 7.        | 「心と心で」                                  | 鮎川めぐみ         | 千住明               | 千住明                       | 4:49  |
| 8.        | 「美しい人」(歌：高橋洋子 & 行天正恭)         | 尾上文             | 千住明               | 千住明                       | 3:51  |
| 9.        | 「metamorphose」                              | くまのきよみ       | 大森俊之             | 大森俊之                     | 3:53  |
| 10.       | 「蒼き炎」                                    | 高橋洋子           | 大森俊之             | shin-go                      | 3:59  |
| 11.       | 「Hello, my friend」(歌：稲垣潤一 & 高橋洋子) | 松任谷由実         | 松任谷由実           | 鳥山雄司                     | 4:36  |
| 12.       | 「僕はひとりじゃない」                        | 鮎川めぐみ         | 千住明               | 千住明                       | 4:38  |
| 13.       | 「魂と呼ぶもの」                              | 及川眠子           | 竹田えり             | 羽岡佳                       | 3:18  |
| 14.       | 「Missing」                                   | 久保田利伸         | 久保田利伸           | 柿崎洋一郎                   | 5:12  |
| 15.       | 「残酷な天使のテーゼ 2017VERSION」            | 及川眠子           | 佐藤英敏             | 武部聡志                     | 5:17  |
| 16.       | 「魂のルフラン 2017VERSION」                  | 及川眠子           | 大森俊之             | 武部聡志                     | 4:44  |
| 17.       | 「ミツカン・金のごまだれ CM曲」               | 湯川れい子（原詞） | 小林明子             | 大森俊之                     | 2:03  |
| 18.       | 「ライオン・キシリデント CM曲」               | -                  | 大森俊之             | 大森俊之                     | 1:06  |
| 合計時間: | 合計時間:                                     | 合計時間:          | 合計時間:            | 合計時間:                    | 71:41 |

## タイアップ
| 楽曲                 | タイアップ                                                          |
| -------------------- | ------------------------------------------------------------------- |
| おかえり             | フジテレビ系テレビドラマ『ママたちの受験戦争』主題歌                |
| めぐり逢い           | フジテレビ系テレビドラマ『Age,35 恋しくて』メイン・テーマ曲         |
| 新しいシャツ         | TBS系バラエティ番組『山田邦子のしあわせにしてよ』エンディングテーマ |
| 夜明け生まれ来る少女 | 毎日放送系テレビアニメ『灼眼のシャナ』エンディングテーマ            |
| 心と心で             | 映画『どんぐりの家』主題歌                                          |
| 美しい人             | TBS系テレビドラマ『美しい人』イメージソング                         |
| metamorphose         | テレビアニメ『この醜くも美しい世界』オープニングテーマ              |
| 蒼き炎               | テレビアニメ『パンプキン・シザーズ』オープニングテーマ              |
| 僕はひとりじゃない   | 映画『ウイニング・パス』主題歌                                      |
| 魂と呼ぶもの         | 福島復興応援ソング                                                  |

## 参加ミュージシャン
| 浅い夢                         | 浅い夢                                    |
| ------------------------------ | ----------------------------------------- |
| キーボード                     | 柿崎洋一郎                                |
| おかえり                       |                                           |
| 加藤達雄プロジェクト           |                                           |
| めぐり逢い                     |                                           |
| キーボード                     | 倉田信雄                                  |
| プログラミング                 | 大森俊之                                  |
| ストリングス                   | 篠崎正嗣グループ                          |
| 新しいシャツ                   |                                           |
| キーボード&プログラミング      | 森俊之                                    |
| ギター                         | 古川昌義                                  |
| ベース                         | 細木隆広                                  |
| マニピュレーション             | 百々政幸                                  |
| 夜明け生まれ来る少女           |                                           |
| エレクトリックギター           | 為山五朗                                  |
| キーボード                     | 大森俊之                                  |
| コーラス                       | Tony Orly、岩戸崇、たかはしごう、高橋洋子 |
| metamorphose                   |                                           |
| コーラス                       | 高橋洋子                                  |
| エレクトリックギター           | 古川望                                    |
| バイオリン                     | 後藤雄一郎                                |
| 蒼き炎                         |                                           |
| エレクトリックギター           | shin-go                                   |
| コーラス                       | たかはしごう                              |
| 魂と呼ぶもの                   |                                           |
| ピアノ                         | 斎藤渉                                    |
| ハーモニカ                     | 倉井夏樹                                  |
| キーボード                     | 羽岡佳                                    |
| Missing                        |                                           |
| キーボード                     | 柿崎洋一郎                                |
| 残酷な天使のテーゼ 2017VERSION |                                           |
| ピアノ                         | まらしぃ                                  |
| ハモンドオルガン               | 武部聡志                                  |
| レコーディング&ミックス        | 諸鍛冶辰也                                |
| アシスタントエンジニア         | 田宮空（LAB RECORDS）                     |
| 魂のルフラン 2017VERSION       |                                           |
| ピアノ                         | 武部聡志                                  |
| レコーディング&ミックス        | 諸鍛冶辰也                                |
| アシスタントエンジニア         | 田宮空（LAB RECORDS）                     |

## スタッフクレジット
| プロデューサー                 | 徳田裕彦（日音）                                        |
| 共同プロデューサー             | 高橋洋子                                                |
| アーティストマネージャー       | 島辺マサヒロ（ポッシブル）                              |
| レーベルプロデューサー         | 三上栄一（USM JAPAN）                                   |
| マスタリングエンジニア         | 藤野成喜（ユニバーサルミュージック）                    |
| レーベルデスク                 | 山根裕子（USM JAPAN）                                   |
| イラストレーション             | 吉田侑香里                                              |
| イラストレーションディレクター | 黒木裕貴                                                |
| アートデザイナー               | 扇谷まさお                                              |
| デザインコーディネーター       | 牟田哲朗（ATMAN）、山口郁美（ユニバーサルミュージック） |

## 初出
- 9月の卒業 - M-1
- 私をみつけて - M-2
- どんぐりの家 オリジナル・サウンドトラック - M-7
- 「美しい人 La Bel Homme」イメージアルバム - M-8
- 男と女 -TWO HEARTS TWO VOICES- - M-11
- シングル - M-3,4,5,6,9,10
- 新録音 - M-13,14,15,16
- 未発表音源 - M-12,17,18